# Isosauris hastigera
Isosauris hastigera är en fjärilsart som beskrevs av Butler 1882. Isosauris hastigera ingår i släktet Isosauris och familjen mätare. Inga underarter finns listade i Catalogue of Life.